# OKOKOROIRE
『OKOKOROIRE』（オココロイレ）は、日本のジャズバンドPE'Zの通算3枚目のミニ・アルバムである。2001年10月24日発売。発売元はapart.RECORDS。

## 収録曲
1. LA YELLOW HEAD
作曲：ヒイズミマサユ機
2. STAR FISH
作曲：B .M.W
3. Recado Bossa Nova
作曲：Hank Mobiey
4. Collective mode
作曲：B.M.W
5. N-DA-MOLIGE
作曲：B.M.W